# Quinn Fabray
Quinn Fabray is een personage van de Amerikaanse televisieserie Glee van Fox Broadcasting Company, gespeeld door Dianna Agron. Ze is een van de leden van de fictieve Glee Club en de feitelijk bestaande Glee Cast.
Quinn was hoofdcheerleader van de William McKinley High School Cheerios, ook is ze hoofd van de celibaatclub.

## Seizoen 1
Als de serie start, heeft Quinn een relatie met Finn Hudson, de populaire quarterback. Als Finn zich aanmeldt bij de Glee Club en veel tijd aan Rachel besteedt, denkt Quinn dat er iets gaande is tussen de twee. Daarom doet ze auditie voor Glee club samen met Santana en Brittany, die cheerleaders zijn net zoals Quinn. Als Sue hierachter komt, vraagt ze haar drie cheerleaders te spioneren voor haar.
In de loop van het seizoen wordt Quinn zwanger. Ze vertelt iedereen dat Finn de vader is. Maar de echte vader is Noah (Puck), met wie ze is vreemdgegaan omdat ze zich dik voelde en ze dacht dat er iets gaande was tussen Finn en Rachel. Rachel komt erachter dat Puck de echte vader is en vertelt dit aan Finn. Finn wordt heel kwaad en maakt het uit met Quinn. Daarna probeert Quinn een relatie aan te gaan met Puck, maar ze komt erachter dat het niet gaat werken omdat hij nooit bij één vrouw zou kunnen zijn. Hier speelde Santana een grote rol in, ze liet namelijk haar inbox vol sexts (sexy texts, ofwel seksuele berichtjes) zien.
Vanwege haar zwangerschap wordt ze uit het cheerleadersteam gezet. Gelukkig vindt ze steun bij haar vrienden in de Glee Club, het gaat zelfs zo ver dat Mercedes bereid is haar in huis te nemen als ze bij zowel Puck als Finn niet meer kan blijven. Als het kindje geboren wordt, staat Quinn het af ter adoptie aan Rachels biologische moeder, Shelby Corcoran. Als het aan Quinn gelegen had, had haar kindje geen Beth geheten, maar Puck zei dit tegen Shelby en zij vond dit een mooie naam.

## Seizoen 2
In het tweede seizoen wordt Quinn weer hoofd van het cheerleadersteam en is weer populair in de school. Maar er komt een nieuwe jongen op school, Sam Evans. Als Sam wordt geslushied door jongens van het rugbyteam helpt Quinn hem schoonmaken. Sam zegt dat ze mooie ogen heeft in na'vi (Avatar Taal). Als de Glee Club duetten moet gaan doen, doet ze die samen met hem. Tijdens het repeteren probeert hij Quinn te zoenen, maar Quinn trekt zich terug en zegt dat ze zich alleen maar op zichzelf wil concentreren en geen vriendje wil en dat ze niet meer samen met hem een duet wil zingen. Rachel haalt Quinn over om toch nog een duet te doen met Sam. Ze zingen samen Lucky van Jason Mraz en Colbie Callait en ze winnen een etentje voor twee bij breadstix. Vanaf dat moment beginnen ze een relatie.
In de aflevering Furt, geeft Sam haar een beloftering. Hij zegt dat hij ooit met haar wil trouwen en dat de ring symboliseert dat hij haar nooit zal dwingen tot iets dat ze niet wil en dat hij haar trots wil maken.
Maar na een tijdje begint Quinn vreemd te gaan met haar ex-vriendje Finn. Hierdoor staat ze voor een keuze: Finn of Sam. Als Sam het liedje Baby van Justin Bieber zingt, kiest ze toch voor Sam. Maar Sam komt erachter dat Quinn is vreemdgegaan en maakt het uit met haar.
Daarna begint Quinn te daten met Finn. Maar Finn maakt het later uit met haar omdat hij nog gevoelens voor Rachel heeft.
In de aflevering Born This Way komen we erachter dat Quinn eigenlijk Lucy Q. Fabray heet en vroeger een brunette met overgewicht was. Ze liet een neusoperatie uitvoeren, ging allerlei sporten doen om af te vallen en kleurde haar haar. Ze liet de naam Lucy vallen en koos voor Quinn.
Quinn is geobsedeerd met het feit dat ze heel graag Prom Queen wil worden. Ze gaat samen met Finn naar Prom. Bij het Promfeest begint Finn jaloers te worden op Rachel en Jessie en begint een gevecht met Jessie. Finn en Jessie worden er samen uit gestuurd door Sue en Quinn wordt alleen achtergelaten met tranen in haar ogen. Uiteindelijk wordt Dave Prom King en Kurt Prom Queen. Huilend rent Quinn naar de toiletten met Rachel erachteraan. Quinn slaat Rachel in haar gezicht, want ze geeft haar de schuld van alles. Meteen daarna verontschuldigt ze zich. Ze vertelt Rachel dat ze bang is voor de toekomst. Rachel zegt dat ze niet bang hoeft te zijn en ze kalmeert haar.
Na de begrafenis van de zus van Sue maakt Finn het uit met Quinn. Quinn vraagt waarom en ze denkt dat het komt door Rachel. Quinn loopt boos weg.
Bij de Nationals in New York wou ze Finn en Rachel verraden. Santana en Brittany houden haar tegen en vervolgens barst Quinn in huilen uit bij Santana en Britanny omdat haar de Nationals niks boeit en dat hun drieën eigenlijk de populaire horen te zijn.
Santana komt met het idee om een nieuw kapsel te nemen. Quinn knipt haar haar tot boven haar schouders.